# بن جونز (بازیکن فوتبال، زاده ۱۸۸۰)
بن جونز (انگلیسی: Ben Jones؛ زادهٔ c. 1880) بازیکن فوتبال اهل بریتانیا است.
از باشگاه‌هایی که در آن بازی کرده‌است می‌توان به باشگاه فوتبال پورت ویل اشاره کرد.